# 사키모리역
사키모리역(일본어: 崎守駅)은 일본 홋카이도 무로란시에 위치한 홋카이도 여객철도 무로란 본선의 철도역이다. 역 번호는 H34이며, 상대식 승강장 2면 2선의 구조를 갖춘 지상역이다.

## 이용 현황
- 1981년도 : 18명.
- 1992년도 : 200명.

## 역 주변
- JX 닛코 닛세키 에너지 무로란 제조소
- 도오 자동차도 무로란 나들목

## 역사
- 1955년 11월 1일 추정 : 일본국유철도 무로란 본선의 사키모리마치 가승강장으로서 개설.
- 1968년 9월 19일 : 고가네 역 - 진야마치 역 간의 복선화 및 선로 이설에 따라 사키모리마치 가승강장을 폐지하고 신선에 여객역 사키모리역을 대체 개업.
- 1987년 4월 1일 : 일본국유철도 분할 민영화에 따라 홋카이도 여객철도가 승계.

## 인접 역
| 홋카이도 여객철도 무로란 본선 | 홋카이도 여객철도 무로란 본선 | 홋카이도 여객철도 무로란 본선            |
| ----------------------------- | ----------------------------- | ---------------------------------------- |
| H 35 고가네 오샤만베 방면     | ■ 무로란 본선                 | 모토와니시 H 33 무로란 · 도마코마이 방면 |